# Морская война на Адриатическом море
Морская война на Адриатическом море — военно-морская кампания Первой мировой войны между Центральными державами и средиземноморскими эскадрами Антанты: Великобритании, Франции, Королевства Италии, Австралии и США.

## Характеристика и описание
Военно-морские действия Первой мировой войны на Адриатике состояли в основном из австро-венгерских бомбардировок восточного побережья Италии и более широких действий немецких и австро-венгерских подводных лодок в Средиземное море. Силы союзников (Антанты) главным образом ограничились тем, что блокировали флоты центральных держав на просторах Адриатике: подобная блокада была успешной в отношении надводных кораблей, но не в отношении подводных лодок, которые находили безопасные гавани и легкий проход как «из», так и «в» Средиземное море в течение всей войны. Будучи «относительно вторичной» частью общей военно-морской войны 1914—1918 годов, Адриатика, тем не менее, сковывала значительные силы обеих сторон.
Адриатическая кампания также была важна, именно здесь были впервые успешно использованы два новых оружия — а именно: торпедный катер MAS, спроектированный Луиджи Риццо и потопивший линкор «Сент Иштван», и обитаемая торпеда Раффаэле Россетти, которая потопила линкор «Вирибус Юнитис» в 1918 году (см. Рейд на Пулу).

## История

### Начало войны. 1914 год
6 августа 1914 года было подписано англо-французское военно-морское соглашение, передававшее Франции общее руководство морскими операциями в Средиземном море. Оставшиеся британские средиземноморские силы — один броненосный крейсер, четыре легких крейсера и 16 эсминцев — были поставлены под контроль французского Средиземноморского флота, а базы на Гибралтаре и Мальте были открыты для французских моряков.
11 августа, на следующий день после объявления Францией войны Австро-Венгрии, французский флот под командованием адмирала Августина Буэ де Лапейер прибыл на британскую Мальту. У него был приказ действовать всеми доступными французскими и британскими кораблями и судами в Адриатическом море и предпринимать любые операции против австрийских портов, которые он считал наилучшими. Лапейер решил нанести неожиданный удар по австрийским силам, обеспечивавшим блокаду Черногории. Главными силами союзников были французские линейные корабли «Курбэ» и «Жан Бар», а также — бронепалубный крейсер «Жюрен де ла Гравьер». Две французские эскадры додредноутов, две эскадры крейсеров и пять эсминцев были даны в поддержку. Британская же группа поддержки состояла из двух бронированных крейсеров и трех эскадр эсминцев. 16 августа англо-французские силы преуспели в затоплении старого австро-венгерского бронепалубного крейсера SMS Zenta недалеко от города Бар в сражении при Анваривари (Battle of Antivari).
На протяжении конца августа большая часть операций сводилась к простой бомбардировке сербских и черногорских войск австрийскими кораблями. 9 августа, додредноут SMS Monarch обстрелял французскую радиостанцию в Будве, в то время как эсминец SMS Panther обстрелял гору Ловчен. 17 августа Monarch обстрелял черногорскую радиостанцию у Бара, а затем, 19 августа — еще одну станцию. В тот же период французская эскадра обстреляла австрийские войска у Превлаки.
Французы и австрийцы в течение этого времени проводили обширные минные операции на мелководье Адриатики: в основном, постановкой мин были заняты эсминцы, а сами постановки проводились по ночам. Несколько пароходов погибли или были серьёзно повреждены на этих минах.

#### Гёбен
В июле немецкий линейный крейсер Гёбен отплыл в Триест из Пулы; он и немецкий крейсер «Бреслау» простояли там на якорях с начала лета. 1 августа «Гёбена» и «Бреслау» встретились в Бриндизи, а затем направились в Мессину, чтобы взять уголь. 6 августа они отправились в Константинополь, преследуемые британским крейсером HMS Gloucester.
7 августа австро-венгерский флот, состоявший из шести линейных кораблей, двух крейсеров и 19 эскадренных миноносцев и торпедных катеров, направленный из Пулы для сопровождения «Гёбена» и «Бреслау» через австро-венгерские территориальные воды, вернулся в порт не установив контакта с немецкими силами. «Гёбена» и «Бреслау» вступили в краткий бой с HMS Gloucester, в результате чего британское преследование было прекращено. К 10 августа оба немецких военных корабля благополучно вошли в пролив Дарданеллы и направились в Османскую империю.

#### Зима
В ноябре французской подводной лодке Cugnot (Q76) удалось «проскользнуть» в Бокче-ди-Каттаро до бухты Топла, но за ней бросиись в погоню австрийский эсминец SMS Blitz и торпедный катер Tb 57T. Позже в том месяце французская подводная лодка «Кюри» (Q87) подошла к порту Пулы, чтобы дождаться возможности войти в гавань: два дня спустя, 20 декабря, во время попытки проникнуть в порт она оказалась в противолодочной сети, из которой не могла освободиться. Вынужденная подняться на поверхность для забора воздуха, она была потоплена австрийским эсминцем SMS Magnet и катером Tb 63T: погибли три человека. Австрийцы подняли затонувшую подлодку в период между декабрем 1914 года и февралем 1915 года, затем она была отремонтирована и введена в строй как U-14 (в июне 1915).
21 декабря австрийская подводная лодка SM U-12 у острова Сазан добилась одного торпедного попадания во французский линкор «Жан Бар»: корабль был вынужден уйти на Мальту для капитального ремонта.